# Sonambulismo
El sonambulismo (también llamado noctambulismo), según la Academia Estadounidense de Medicina del Sueño, se trata de un trastorno del sueño, clasificado como una parasomnia, en el que las personas desarrollan actividades motoras automáticas que pueden ser sencillas o complejas mientras permanecen inconscientes y sin probabilidad de comunicación. Un individuo sonámbulo puede salir de la cama, caminar, orinar o incluso salir de su casa.
Los sonámbulos tienen los ojos abiertos, pero no ven como cuando están despiertos, y suelen creer que están en otras habitaciones de la casa o en sitios completamente diferentes. Los sonámbulos tienden a volver a la cama por iniciativa propia, y a la mañana siguiente no recuerdan haberse levantado por la noche. El sonambulismo se produce durante las fases 3 o 4 del sueño, es decir, la etapa denominada sueño lento o sueño de ondas lentas (SOL) (véase electroencefalograma o polisomnograma).

## Descripción general
Es más frecuente en niños y adolescentes Por lo general, los episodios son aislados, aunque pueden tener un carácter recidivante en el uno al seis por ciento de los pacientes. Su causa es desconocida, y no existe tratamiento eficaz. A la persona que presenta estos síntomas se la denomina sonámbulo o sonámbula. Normalmente la persona se puede orinar sin consentimiento propio, fenómeno que también forma parte de las parasomnias.  
Por otro lado, las actividades que realizan las personas durante la expresión del sonambulismo acostumbran a no ser muy complejas y a no requerir grandes dosis de concentración y capacidad de razonamiento; es por ello que a veces resulta sencillo comprender cuál es la tarea concreta para la cual se han levantado a la cama: barrer, hacer estiramientos de brazos, etc. No se trata de secuencias de movimientos muy precisos o con muchas fases diferenciadas.
Se cree, erróneamente, que el sonambulismo es la conversión, en el estado de vigilia, de los movimientos físicos que efectúa el individuo en las escenas que está realizando durante su ensoñación (véase sueño). Pero la realidad es que el sonambulismo se presenta en las fases de sueño profundo (No-REM), en las que no hay presencia de ensoñaciones; por ello, los episodios de sonambulismo se parecen más a un estado alterado de consciencia en el que se tiene una visión distorsionada del entorno real con el que están interactuando, y su imaginación se mezcla con lo que hay realmente a su alrededor. Estadísticamente, los episodios de sonambulismo suelen tener lugar durante el primer tercio de la noche, ya que es el periodo en el que son predominantes las etapas de sueño No-REM.

## Datos estadísticos
- El 18% de la población mundial es propensa a padecer sonambulismo.[3]
- Un estudio mostró que la mayor prevalescencia de sonambulismo fue de 16,7% en niños de entre 11 y 16 años de edad.[cita requerida]
- Algunos estudios proponen que los hombres tienden más al sonambulismo que las mujeres.[4]
- Se han realizado estudios de que si ambos padres sufren de sonambulismo hay una probabilidad de un 60% de que el hijo sufra de sonambulismo

## Riesgos para los sonámbulos
Los sonámbulos corren más riesgo de dañarse a sí mismos que a otros[cita requerida]. Cuando los sonámbulos son un peligro para ellos mismos o para otros (por ejemplo, cuando suben o bajan escaleras o tratan de usar una herramienta potencialmente peligrosa como un cuchillo), es aconsejable alejarlos del peligro y llevarlos nuevamente a la cama. Se han documentado casos de personas que han muerto o han sido heridas como resultado del sonambulismo.
Ejemplo: En el Reino Unido se reportó un caso de una mujer que subió a una grúa que se encontraba en una construcción y se durmió en uno de los extremos. Al día siguiente los bomberos de la región la tuvieron que rescatar.

## Cómo manejar a alguien con sonambulismo
A menudo, la mejor manera de lidiar con sonámbulos de forma segura es dirigirlos directamente de vuelta a sus camas. Sin embargo, la persona puede continuar levantándose hasta que haya cumplido con la tarea que disparó el episodio en primera instancia. Por ejemplo, si un sonámbulo está limpiando - una actividad común en el sonambulismo - ayudar en la limpieza puede ayudar a terminar el episodio. Diciendo a la persona: "Parece que has limpiado todo", puede ayudarle a sentir que la tarea "necesaria" ha sido completada. Dado que los sonámbulos tienden a no recordar nada de lo dicho o hecho durante el sonambulismo, no hay necesidad de preocuparse de situaciones vergonzosas por su parte o por parte del protagonista del episodio.
Los sonámbulos son muy sugestionables. Todo lo que ven y escuchan puede activar otro comportamiento. A menudo, algo dicho por una persona o incluso en un programa de televisión hará que el sonámbulo quiera participar en las actividades mencionadas, siempre que sea una a la que esté acostumbrado a oír, hablar o hacer. Si el sonámbulo también habla, puede resultar útil preguntarle qué está tratando de lograr. Cómo hable durante el sonambulismo varía de persona a persona y en cada episodio. Los sonámbulos no son conscientes de su actual entorno, aunque es muy difícil que un sonámbulo revele información a quien no se la daría estando despierto. También pueden exhibir comportamientos que se consideran vergonzosos, como orinar en lugares inapropiados, tratar de comer alimentos invisibles, limpieza de muebles invisibles, o incluso intentar bañarse o participar en relaciones sexuales. El sonámbulo no es consciente de nada de lo que está llevando a cabo, lo que quiere decir que puede realizar cualquier acción por peligrosa que sea.

## El sonambulismo en el arte y la cultura
En el siglo XIX, el químico y metafísico alemán Barón Karl Ludwig von Reichenbach realizó amplios estudios sobre el sonambulismo, y utilizó sus descubrimientos para formular su teoría del vigor ódico.
El sonambulismo se ha encontrado como tema en muchas obras dramáticas. Se trata de una parcela importante como elemento en la clásica película de cine mudo expresionista alemán Das Kabinett des Dr. Kaligari (titulada en español: El gabinete del Doctor Caligari), de 1920. En Macbeth, de William Shakespeare, lady Macbeth es sonámbula a causa de su inmensa culpa y la locura. El compositor italiano Vincenzo Bellini escribió la ópera La sonámbula, la cual lleva el nombre de su heroína, una sonámbula. En Fenómenos, película de Dario Argento (1985), la protagonista, Jennifer Corvino (Jennifer Connelly), es testigo de un asesinato mientras tenía un episodio de sonambulismo. En la adaptación cinematográfica del videojuego de terror Silent Hill, la hija del protagonista sufre de sonambulismo. En el episodio piloto de la serie televisiva La cámara, una mujer tiene relaciones sexuales con su exmarido mientras está sonámbula y queda embarazada. En el álbum United Abominations (Abominaciones Unidas, haciendo referencia a la ONU) de Megadeth la primera canción se titula Sleepwalker, palabra que significa sonámbulo en inglés.
En la serie El Chavo del Ocho, Don Ramón, Doña Florinda y Quico aparecen sonámbulos en un episodio. Doña Clotilde atribuye su comportamiento a los llamados "espíritus chocarreros" e intenta contactarlos mediante una sesión espiritista. 
La serie animada Tom y Jerry también aborda este fenómeno en el corto Jerry, Jerry, Quite Contrary (El sonámbulo) de 1966. En este, un sonámbulo Jerry ata una cuerda a la cola de Tom y lo saca a través de la chimenea de la casa. Desesperado, Tom decide huir, pero Jerry lo sigue, aun sonámbulo.

## Algunas consecuencias legales del sonambulismo
En 1846, Albert Tirrell fue encontrado inocente de asesinato e incendio, argumentando que al hacerlo estaba sonámbulo. Esta es la primera absolución por sonambulismo en la historia de la defensa jurídica que se conoce.
Kenneth Parks, un joven de 23 años, condujo su automóvil a veinte km de su casa en mayo de 1987. Allí atacó a su suegro dejándolo inconsciente y apuñaló a su suegra, causando la muerte de ésta. A continuación, se dirigió a la comisaría de policía diciendo, "Creo que he matado a algunas personas". Estaba ensangrentado y su mano estaba gravemente herida. Parks no pudo recordar nada sobre el asesinato y no tenía motivos para cometerlos. Estaba desempleado, e hizo hincapié en ello. Él se fue a dormir esa noche pensando en cómo iba a visitar a sus suegros al día siguiente con su esposa para hablarles sobre sus condiciones económicas y su problema con el juego. Después de un año, fue encontrado inocente de asesinato o de tentativa de asesinato. Se presentó una apelación pero su absolución fue confirmada. Ni siquiera fue ingresado en un psiquiátrico ya que el sonambulismo (en inglés noninsane automatisme) no es jurídicamente considerado como un trastorno mental.
Si el paciente padece además terrores nocturnos, entonces sus actos de violencia pueden ser peores. En 1686, el coronel británico Culpeper acabó con la vida de uno de sus hombres a través de un tiro en plena noche, mientras hacía su ronda. El coronel padecía terrores nocturnos y además era sonámbulo, por lo que fue encontrado inocente. Lo mismo le sucedió a C.K., un inglés que estranguló a su mujer en plena noche mientras dormía.